# Hiroshima Mon Amour (gruppo musicale)
Hiroshima Mon Amour è un gruppo musicale new wave italiano.

## Storia
Fautori di un post punk ortodosso che guarda ai Joy Division, nascono a Teramo nel 1994 ad opera di Carlo Furii, cantante/chitarrista ed autore di testi, insieme ad Antonio Campanella (basso) e Vincenzo Marchetti (tastiere). Dopo svariati demo-tapes, giungono all'esordio discografico nel 1999 con l'album Anno Zero, seguito l'anno successivo da Dedicata, con sopra una controversa cover di Siberia dei Diaframma. 
L'uscita del secondo album coincide con la frantumazione della formazione storica ed un periodo di inattività, interrotto nel 2004 con la pubblicazione dell'antologia Cambio 1995-2001 (a celebrare il decennale) ed una tournée, Embryo Tour, che ha visto sul palco una band totalmente rinnovata e con il solo Carlo Furii come membro superstite della prima formazione.
Gli Hiroshima Mon Amour sono tuttora in attività ed hanno licenziato recentemente un album di inediti dal titolo “Australasia” (2015) per la giovane etichetta Danze Moderne.

## Formazione

### Formazione attuale
- Carlo Furii - voce, tastiere, chitarra
- Marcello Malatesta - tastiere, basso, voce
- Massimo Di Gaetano - chitarra
- Livio Rapini - batteria

### Ex componenti
- Antonio Campanella - basso
- Vincenzo Marchetti - tastiere
- Pierluigi Di Sciascio - tastiere
- Domenico Capriotti - basso

## Discografia

### Album
- 1999 - Anno zero
- 2000 - Dedicata
- 2004 - Cambio 1995-2001 (raccolta di inediti)
- 2008 - Embryo Tour 2005 (dal vivo)
- 2011 - Quinta stagione
- 2015 - Australasia
- 2015 - Ogni singolo movimento 2004-2014 (raccolta di singoli/EP)

### Singoli/EP
- 1999 - Hiroshima Mon Amour
- 2004 - Hiroshima Mon Amour: 4
- 2007 - ES
- 2010 - Non lasciarmi andare
- 2014 - Uomo allo specchio (cd, versione limitata, 100 copie numerate)
- 2025 - Neon

## Curiosità
Gli Hiroshima Mon Amour prendono il nome dal film omonimo del 1959, diretto da Alain Resnais, con Emmanuelle Riva e Eiji Okada.
Nel 2020 Miro Sassolini, ex vocalista dei Diaframma, reinterpreta il brano “Dedicata” degli Hiroshima Mon Amour pubblicandolo in digitale sulle principali piattaforme di streaming on demand.